# Domitianus gall császár
Domitianus (latinul: Imperator Caesar Domitianvs Pivs Felix Avgvstvs) római hadvezér, katonai parancsnok volt, aki magát a Gall Birodalom császárává nyilvánította 271-ben. A Gall birodalom ekkor már csak Gallia és Britannia provinciára terjedt ki. Életéről csak két írott szöveg maradt fenn: Zószimosz leírásai és a Historia Augusta. 

## Uralma
Valószínűleg nemcsak pár napig uralkodott, mivel két pénzérmét is találtak, ami Domitianust ábrázolja, egyiket még 1900-ban a Loire völgyében Franciaországban, amit akkor hamisítványnak véltek, a másikat 2003-ban Oxfordshire-ben, Angliában. 271-ben biztos, hogy meghalt, ekkor vette át az uralmat a gall vidéken  Tetricus Esuvius. Arról, hogy gyilkosság áldozata lett, vagy csatában hunyt el, nem maradt fenn információ.

## A 2003. évi pénzérme
Az Oxfordshire-ben megtalált érme egyértelműen bizonyította Domititanus uralmát, az érmét az Oxfordban lévő Ashmolean Museum vizsgálta meg. A pénzérmén Concordia alakja látható, a CONCORDIA MILITVM felirat felett, utalva arra, hogy Domitianus a birodalomban lévő hadseregek egyesülését akarta.